# Tüke

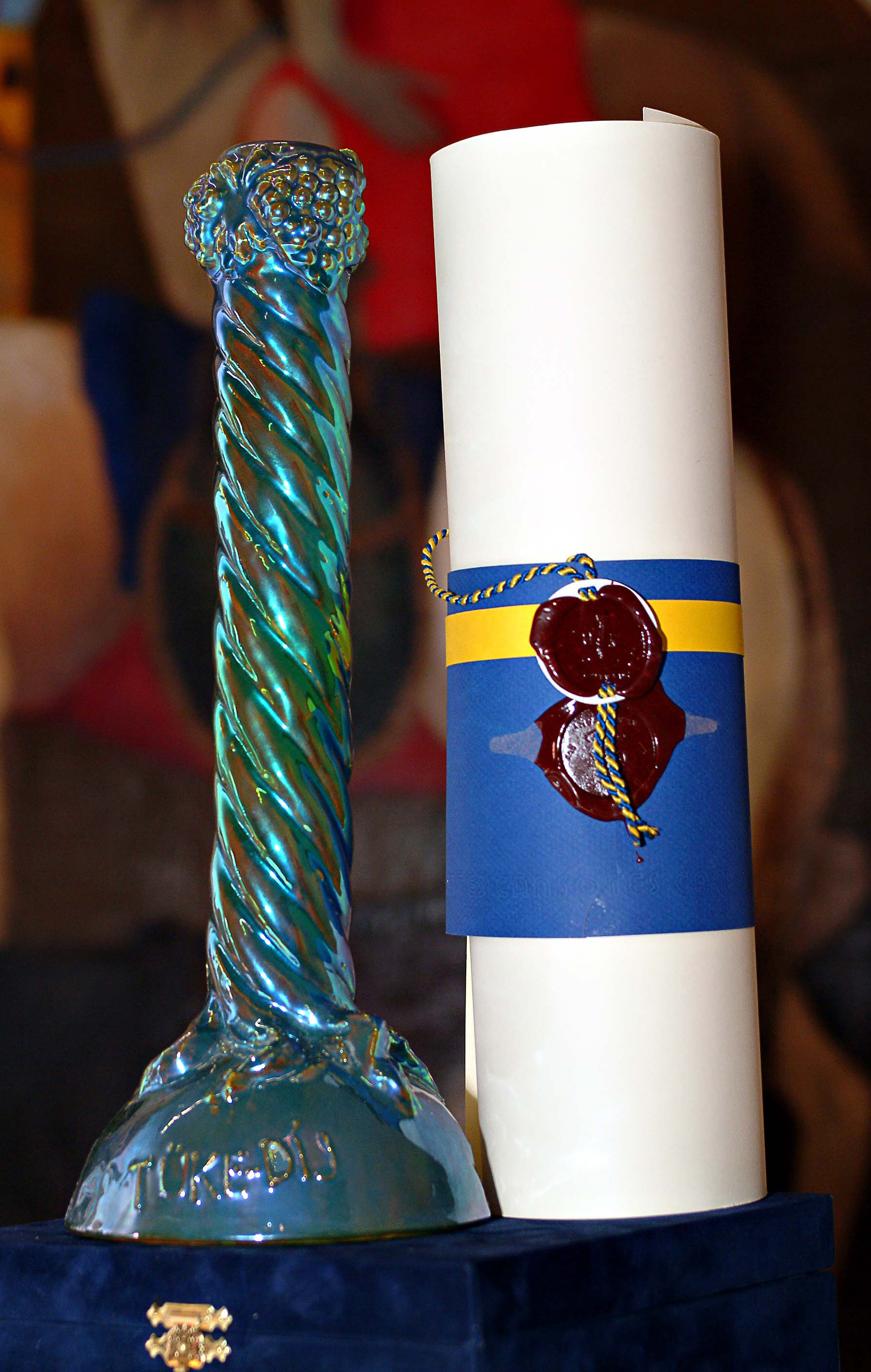
A szőlőtőkét ábrázoló pécsi Tüke-díj.

A tüke szó jelentése: tősgyökeres pécsi, pécsi őslakó (ellentéte: gyüttment).

## A szó értelme
Pécsett máig használatos kifejezés: tükének eredetileg a legalább három nemzedékre visszamenőleg Pécsett (a Király utcától északra) lakó, a Mecsek oldalában (Makár-, Deindol- vagy Szkókó-hegyen) szőlővel és (prés)házzal rendelkező polgárokat nevezték. Mai értelmében már azokat is tükének nevezik, akik szoros kötődéssel rendelkeznek Pécshez, és önszántukból a város érdekében dolgoznak.
A tüke ellentéte a gyüttment, mely eredetileg pejoratív jelzővel a más vidékről betelepült (pl. beházasodott) nem őslakos embereket illették, de ezt a kifejezést napjainkban már nem használják (ha mégis, akkor inkább humoros értelmében).

## A szó eredete
A tüke szó maga a szőlőtőkéből ered.

## Legismertebb szókapcsolatok
- Tüke kút
- TükeZoo
- Tüke-díj
- Tüke mise
- Tüke Fenomén (áldokumentumfilm Pécs ismert arcaival)
- Tüke Kártya (kedvezményeket biztosító PayPass™ városkártya, mely egyben előre feltölthető, aprópénz-helyettesítő bankkártya is)
- Tüke Busz Zrt. (Pécs tömegközlekedését biztosító városi tulajdonú cég)